# Давидзон, Яков Борисович
Я́ков Бори́сович Давидзо́н (укр. Яків Борисович Давидзон; родился 14 (27) февраля 1912 года, с. Мурованые Куриловцы, Подольская губерния, Российская империя — умер 26 января 1998 года, Вустер, Массачусетс, США) — советский и украинский фотохудожник.

## Биография
Родился 14 (27 февраля) 1912 года в селе Мурованые Куриловцы (ныне Винницкая область, Украина) в бедной многодетной еврейской семье. По окончании школы переехал в Киев, где устроился столяром на мебельной фабрике имени Боженко.
Однажды, на день рождения жена подарила Давидзон фотоаппарат «Фотокор» и с этого времени фотография стала его увлечением. 12 декабря 1937 во время проведения выборов в Верховный Совет СССР он сделал несколько фотоснимков на избирательном участке завода «Ленинская кузница». Одна из этих фотографий была напечатана в вечерней газете и это стало дебютом художника.
Вскоре Давидзон становится внештатным корреспондентом вечёрки, а позже его пригласили на постоянную работу в газету «Колхозник Украины».
Во время Великой Отечественной войны с первых дней воевал в составе 169-й стрелковой дивизии, а затем был зачислен корреспондентом газеты «За Советскую Украину» Юго-Западного фронта, редактором которой был полковой комиссар Николай Бажан, а членами редколлегии — А. Е. Корнейчук и В. Л. Василевская.
В 1942 году переброшен в тыл врага, находился в партизанском соединении Николая Попудренко, затем в соединениях Алексея Федорова и Сидора Ковпака. За это время создал множество уникальных фотопортретов выдающихся украинских партизан, оригинальные снимки быта и боевых операций народных мстителей.
После окончания более 50 лет работал фотокорреспондентом республиканской газеты «Советская Украина». Много снимал украинских кинематографистов, политиков, космонавтов. Автор ряда фотоальбомов и книг.
С 1994 года жил в Вустере (США). К 50-летию Победы организовал в США фотовыставку своих работ. Получил звание почетного доктора одного из университетов США.
Умер 26 января 1998 года.

## Награды и премии
- орден Красного Знамени
- орден Отечественной войны II степени (11.03.1985)
- 2 ордена «Знак Почёта» (24.11.1960; 30.06.1988)
- медали
- Государственная премия УССР имени Т. Г. Шевченко (1977) — за фотокорреспонденции, отражающие боевые подвиги и трудовую деятельность советских людей, и фотопортреты передовиков народного хозяйства, науки и культуры
- премия Ленинского комсомола УССР имени Н. А. Островского
- заслуженный журналист УССР
- заслуженный работник культуры УССР

## Увековечнье памяти
- Мемориальная доска[1]